# Estadio Nándor Hidegkuti
El estadio Nándor Hidegkuti (en húngaro: Hidegkuti Nándor Stadion) es un estadio de fútbol ubicado en el distrito de Józsefváros en Budapest Hungría. Fue inaugurado en 1947 y en 2016 fue totalmente reconstruido, con una capacidad para 5322 espectadores, sin gradas en los fondos sur y norte del estadio. El estadio es sede del MTK Budapest FC y recibe su nombre de Nándor Hidegkuti, uno de los mejores futbolistas húngaros de la historia.

## Historia

### Estadio original (1947-2014)

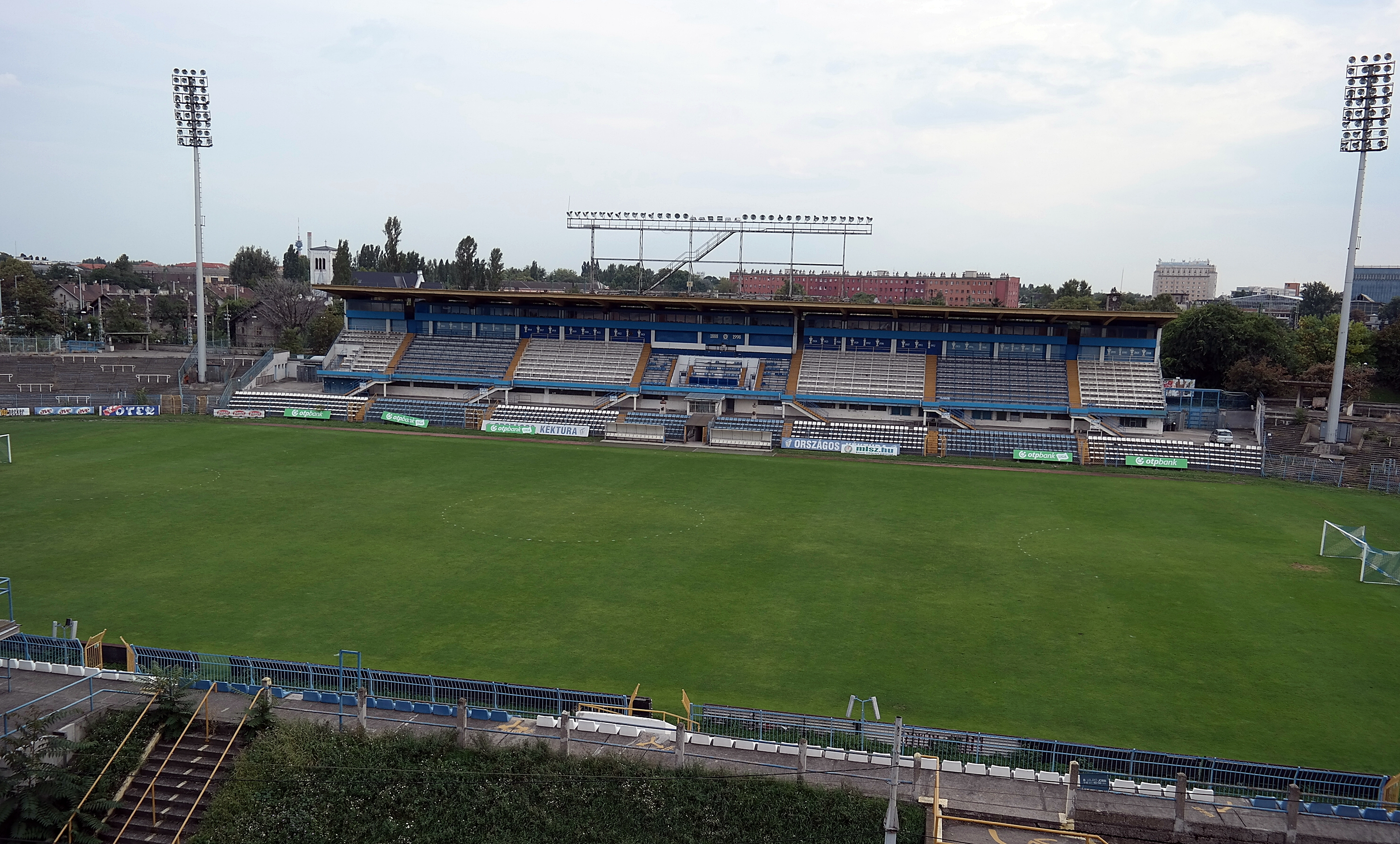
El estadio original derribado en 2014.

El estadio MTK del boulevard Hungária fue inaugurado oficialmente el 31 de marzo de 1912 por el alcalde de Budapest Dr. Bárczi. En el partido inaugural, MTK ganó 1-0 al Ferencváros.
Durante la Segunda Guerra Mundial el estadio fue destruido y no fue reconstruido hasta 1947. En el exterior del recinto se encuentra la estatua de György Orth, que fue presentada el 8 de mayo de 1974. La iluminación del estadio fue utilizado por primera vez el 26 de septiembre de 1987, durante un partido entre el MTK y Honvéd.
El partido de fútbol de la película Evasión o victoria de 1981 fue grabado en el estadio Nándor Hidegkuti.
En 2014 se anunciaron los planes de demolición y reconstrucción total del estadio. El 6 de noviembre de ese año comenzó la demolición del estadio. Primero se desinstaló el sistema de proyectores y luego se retiraron los asientos. En mayo de 2015 comenzó la demolición del graderío principal.

### Nuevo estadio (2014-presente)

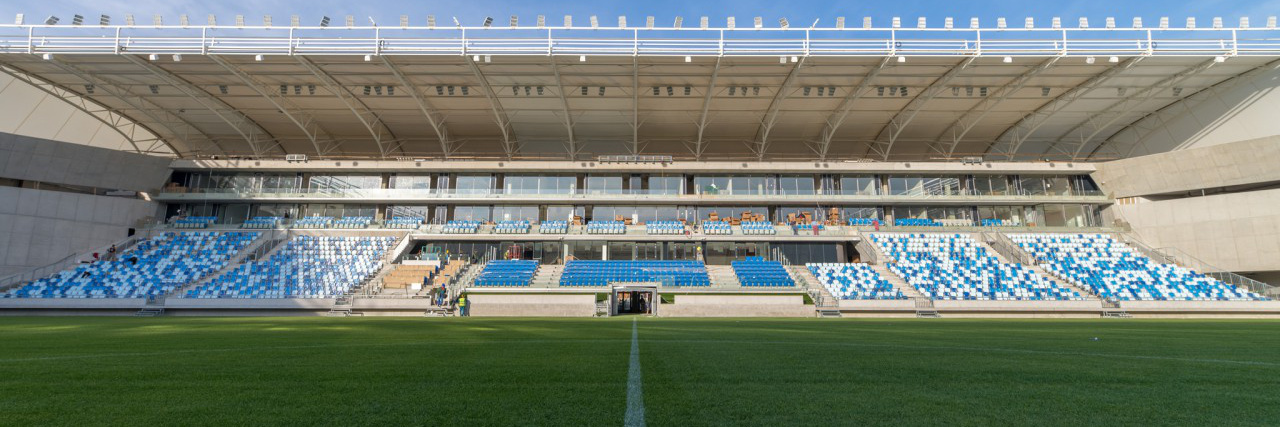

Tamás Deutsch, diputado del Parlamento húngaro, anunció que para el año 2016 se habrá construido un nuevo estadio. El club tiene 6500 millones de florines para gastar en reconstrucción. La nueva instalación será capaz de albergar a 5 000 espectadores y será el hogar de la Academia de Fútbol Sándor Károly. La primera fase de la construcción comenzó a finales de la temporada de la Liga húngara 2013-14 con la demolición del actual estadio. Durante la construcción, el club jugó sus partidos en uno de los estadios de Budapest, decidido por los aficionados del club.
El 5 de diciembre de 2014, los primeros borradores del nuevo estadio se publicaron en la página web oficial del club. El concurso fue ganada por Bord Építész Stúdió Kft, liderado por Péter Bordás. El nuevo estadio podrá albergar a 5000 espectadores y se abriría a finales del verano de 2016. La categoría UEFA del estadio será de 3 estrellas, según los planes. La principal novedad del diseño es que tras las porterías no habrá ninguna tribuna de gradas, sino paredes de cemento.
El 16 de noviembre de 2015 se puso la primera piedra del nuevo estadio. Tamás Deutsch, presidente del club, dijo que es un paso importante en la vida del club y su afición. En la ceremonia, el bisnieto de Kálmán Szekrényessy, miembro fundador del club, József Kanta, capitán del MTK Budapest FC en la temporada 2015-16 Nemzeti Bajnokság I, Olivér Horváth y Maja Pásztor, representantes de la Academia Sándor Károly, estuvieron presentes.
El 9 de diciembre de 2015, el primer postes se colocó oficialmente con la ayuda de dos futbolistas masculinos MTK Budapest Sándor Torghelle, Ákos Baki y una mujer Lilla Nagy. Hasta marzo de 2016, se colocarán otros 165 postes. El 7 de julio de 2016 se instaló el césped del estadio y el 24 de septiembre los asientos fueron montados tanto en el graderío este como en el oeste del estadio. Se usaron tres colores diferentes, blanco, azul claro y azul oscuro, y fueron colocados al azar como en cualquier estadio moderno para ocultar los efectos de la baja asistencia.
El 13 de octubre de 2016 el estadio se inauguró oficialmente con el partido amistoso entre el MTK Budapest y el Sporting Clube de Portugal. El Sporting sólo trajo tres jugadores de su primera plantilla (Azbe Jar, Ricardo Esgaio y Matheus Pereira debido al hecho de que el club tiene que jugar en la tercera ronda de la Taça de Portugal 2016-17 frente a FC Famalicão). En la ceremonia de apertura, Viktor Orbán, primer ministro de Hungría pronunció un discurso, seguido por el miembro del Parlamento Europeo y presidente de MTK Budapest, Tamás Deutsch.
El primer partido oficial de liga en el nuevo estadio se disputó el 22 de octubre de 2016, cuando el MTK Budapest recibió al Gyirmót FC Győr en la 13.ª jornada de la temporada 2016-17 de la Nemzeti Bajnokság I. El primer gol fue marcado por el icono del MTK Sándor Torghelle en el minuto 75 del partido que terminó con una victoria por 1-0 para el MTK Budapest.